# 文福来
文福来，中华人民共和国政治人物。

## 生平
文福来曾任中共麦盖提县委书记；中共喀什地区地委委员、喀什市委书记。
2019年3月，文福来出任新疆维吾尔自治区人大常委会喀什地区工作委员会副主任，2021年7月卸任。

### 落马
2024年7月13日，文福来涉嫌严重违纪违法，接受新疆维吾尔自治区纪委监委纪律审查和监察调查。